# Burton Latimer
Burton Latimer est une ville du North Northamptonshire, en Angleterre, située à environ 5 km au sud-est de Kettering et 7 km au nord de Wellingborough. Au recensement de 2021, sa population était de 10 444 habitants.

## Histoire
Burton (Latimer) apparaît dans 3 entrées du Domesday Book de 1086.
Locataire en chef et Seigneur en 1086 : Guy de Raimbeaucourt. Ménages : 21 villageois. 18 petits exploitants. 1 esclave. Labourage : 14 labourages (tre). 3 équipes de charrues seigneuriales. 9 équipes de charrues masculines. Autres ressources : 3,0 terres du seigneur. Prairie de 20 acres. Terrain boisé 0,5 acres. 2 moulins, valeur 0,8. Référence Phillimore : 41,1
Locataire en chef en 1086 : Mgr Geoffroy de Coutances. Seigneur en 1086 : Walkelin de Harrowden. Ménages : 9 villageois. 5 petits exploitants. 1 esclave. 1 femme esclave. Labourage : 5 labourages (terrain pour). 2 équipes de charrues seigneuriales. 3,5 équipes de charrues masculines. Autres ressources : Prairie 15 acres. Référence Phillimore : 4,9
Locataire en chef en 1086 : Mgr Geoffroy de Coutances. Seigneur en 1086 Richard Maisons : 3 villageois. 1 petit exploitant. 1 esclave. Labourage : 3 labourages (terrain pour). 1 équipes de charrues du seigneur. 1 équipes de charrues masculines. Autres ressources : Prairie 6 acres. Référence Phillimore : 4,12
La deuxième partie du nom de la commune dérive de la famille Le Latimer qui y vivait au XIIIe siècle. La première partie du nom signifie généralement ferme fortifiée ou ferme proche d'une fortification. Avant l'arrivée des Latimer, il était connu sous le nom de ' Burtone '.

## Historie Industrielle
Burton Latimer s'est développé au XIXe siècle autour des industries de l'extraction de pierre de fer, de l'habillement et de la chaussure. Un moulin à eau utilisé pour moudre le maïs a été transformé et utilisé à plusieurs reprises au XIXe siècle pour la fabrication de soie et de laine peignée et pour le tissage de tapis, suivi de sa conversion en moulin à vapeur pour fabriquer de la chicorée, de la moutarde, des aliments pour animaux et de la farine. Le moulin a été acquis dans les années 1930 et est devenu le siège de Weetabix, également produit à Corby.
L'exploitation des carrières de pierre de fer a commencé vers 1872 au nord de la ville, au sud du chemin de fer de Kettering, Thrapston et Huntingdon. D'autres carrières ont été ouvertes dans l'ouest, à proximité de Polwell Lane et plus largement du côté est de la ville. Les dernières fosses ont cessé la production de minerai de fer en 1921. Le minerai a été transporté par des tramways à écartement de 3 pieds (914 mm) jusqu'aux voies ferrées principales. Au début, les tramways étaient actionnés par des chevaux, mais les locomotives à vapeur ont été introduites à partir de 1892 environ. La carrière près de Polwell Lane a été rouverte en 1925 pour l'extraction des rampes. Le tramway menant à la voie ferrée principale depuis cette carrière était exploité par de petites locomotives diesel. La carrière a cessé sa production en 1983.
En 1885, les quatre premières usines de vêtements avaient ouvert leurs portes, suivies en 1898 par la première usine de chaussures, et Burton se développa rapidement pour devenir une petite ville prospère d'industrie légère.
En 2000, le nouveau contournement de la ville et la construction de l'A14 ont rendu la ville à nouveau attractive en tant que centre de production et de distribution. Des entreprises nationales de premier plan comme Versalift, Alpro Soya et Abbeyboard se sont implantées dans le nord de la ville.
Dans les années 2020, davantage de centres de fabrication et de distribution ont été érigés du côté nord de Burton Latimer. Comme la création récemment achevée du « Symmetry Park » et les autres entrepôts construits à Kettering Gateway.